# Gears of War
El Gears of War o GoW és un videojoc del tipus tàctic d'acció/horror en tercera persona desenvolupat per Epic Games per a Xbox 360, que utilitza l'avantguardista motor gràfic Unreal Engine 3. Es va començar a distribuir el 7 de novembre de 2006 als Estats Units i el 17 del mateix mes a Europa. N'existeix una versió limitada de col·leccionista, com també una versió estàndard i va ser, al costat de The Legend of Zelda: Twilight Princess per a Wii, el títol més esperat de l'any 2006. Al cap de poc de ser llançat va destronar Call of Duty 2 com a joc més venut d'Xbox 360.
Als Estats Units, el joc ja ha venut gairebé 4 milions de còpies, 2 milions a Europa, i arreu del món ja supera els 6 milions de còpies. El joc va guanyar el premi 1UP WON en la categoria "Millor joc internacional d'acció".
El joc es basa en frenètics tirotejos on és vital usar la cobertura que ofereixen els escenaris per a mantenir al personatge fora de perill. Es tracta, per tant, d'un joc molt més tàctic del que cap esperar en el gènere. La campanya principal està dividida en 5 actes, que poden ser jugats tant individualment com de manera cooperativa amb un company, ja sigui en la mateixa consola o bé en línia mitjançant la xarxa. L'apartat multijugador presenta diferents tipus de batalles entre els CGO i els Locust, bàndols compostos per entre 1 i 4 jugadors.